# Alec Segaert
Alec Segaert (Roeselare, 16 de enero de 2003) es un deportista belga que compite en ciclismo en la modalidad de ruta.
Ganó tres medallas en el Campeonato Mundial de Ciclismo en Ruta entre los años 2022 y 2024, y tres medallas de oro en el Campeonato Europeo de Ciclismo en Ruta entre los años 2022 y 2024.

## Medallero internacional
| Campeonato Mundial | Campeonato Mundial     | Campeonato Mundial | Campeonato Mundial  |
| Año                | Lugar                  | Medalla            | Competición         |
| ------------------ | ---------------------- | ------------------ | ------------------- |
| 2022               | Wollongong (Australia) | Medalla de plata   | Contrarreloj sub-23 |
| 2023               | Glasgow (Reino Unido)  | Medalla de plata   | Contrarreloj sub-23 |
| 2024               | Zúrich (Suiza)         | Medalla de bronce  | Ruta sub-23         |
| Campeonato Europeo |                        |                    |                     |
| Año                | Lugar                  | Medalla            | Competición         |
| 2022               | Anadia (Portugal)      | Medalla de oro     | Contrarreloj sub-23 |
| 2023               | Drenthe (Países Bajos) | Medalla de oro     | Contrarreloj sub-23 |
| 2024               | Limburgo (Bélgica)     | Medalla de oro     | Contrarreloj sub-23 |

## Palmarés
2022
- Campeonato Europeo Contrarreloj sub-23
- 2.º en el Campeonato Mundial Contrarreloj sub-23
- Piccolo Giro de Lombardía
- Chrono des Nations sub-23

2023
- 1 etapa del Giro Next Gen
- 2.º en el Campeonato de Bélgica Contrarreloj
- 2.º en el Campeonato de Bélgica en Ruta
- 2.º en el Campeonato Mundial Contrarreloj sub-23
- Campeonato Europeo Contrarreloj sub-23

2024
- Gran Premio Criquielion
- 2.º en el Campeonato de Bélgica Contrarreloj
- 1 etapa del Renewi Tour
- Campeonato Europeo Contrarreloj sub-23
- 3.º en el Campeonato Mundial en Ruta sub-23

2025
- 3.º en el Campeonato de Bélgica Contrarreloj

## Resultados

### Clásicas y Campeonatos
| Carrera                | Carrera                | 2022 | 2023 | 2024 | 2025 |
| ---------------------- | ---------------------- | ---- | ---- | ---- | ---- |
| Kuurne-Bruselas-Kuurne | Kuurne-Bruselas-Kuurne | —    | —    | 53.º | 95.º |
| E3 Saxo Classic        | E3 Saxo Classic        | —    | —    | —    | 47.º |
| Gante-Wevelgem         | Gante-Wevelgem         | —    | —    | —    | 45.º |
| A Través de Flandes    | A Través de Flandes    | —    | —    | 37.º | 10.º |
|                        | Tour de Flandes        | —    | —    | —    | 32.º |
|                        | París-Roubaix          | —    | —    | 66.º | 87.º |
| Flecha Brabanzona      | Flecha Brabanzona      | —    | —    | 66.º |      |
| Bélgica en Ruta        | Bélgica en Ruta        | —    | 2.º  | 33.º |      |
| Bélgica Contrarreloj   | Bélgica Contrarreloj   | —    | 2.º  | 2.º  |      |

| —: No participó |

## Equipos
- Lotto Soudal U23 (2022-2023)
- Lotto (2023-)
  - Lotto Dstny (2023-2024)
  - Lotto Cycling Team (2025-)